# Bent Ånund Ramsfjell
Bent Ånund Ramsfjell (ur. 30 listopada 1967 w Oslo) – norweski curler, mistrz olimpijski, medalista mistrzostw świata i mistrzostw Europy.
Kariera Benta Ånund Ramsfjela w reprezentacji Norwegii rozpoczęła się od udziału w Mistrzostwach Świata Juniorów 1989, gdzie wraz z drużyną zajął 5. miejsce. W tym samym roku po raz pierwszy wystąpił na mistrzostwach Europy w których Norwegowie zdobyli srebrny medal.
Do 2001 roku Bent Ånund Ramsfjell wraz z reprezentacją brał udział w mistrzostwach świata (1997, 1999, 2000) oraz mistrzostwach Europy (1992, 1999, 2001) nie zdobywając żadnych medali.
Podczas Mistrzostw Świata 2001 reprezentacja Norwegii, w której składzie był Ramsfjell, zdobyła brązowy medal. Rok później na igrzyskach w Salt Lake City Norwegowie wywalczyli złoty medal. W tym roku zdobyli również srebro na mistrzostwach świata. Na kolejnych mistrzostwach – w 2003 roku zdobyli brąz. Na mistrzostwach świata Bent Ånund Ramsfjell wystąpił jeszcze dwa razy – w roku 2004 oraz 2005 zajmując czwarte pozycje.
Podczas mistrzostw Europy w 2004 Norweg z reprezentacją zdobył brązowy medal, a rok później wywalczyli złoto.
W swojej karierze Flemming Davanger wystąpił jeszcze raz na igrzyskach – miało to miejsce w Turynie, gdzie Norwegia nie obroniła mistrzostwa zajmując 5. miejsce.
Starszym bratem Benta Ånund Ramsfjella jest Eigil Ramsfjell – medalista olimpijski, mistrzostw świata i mistrzostw Europy.